# Clitocybula familia

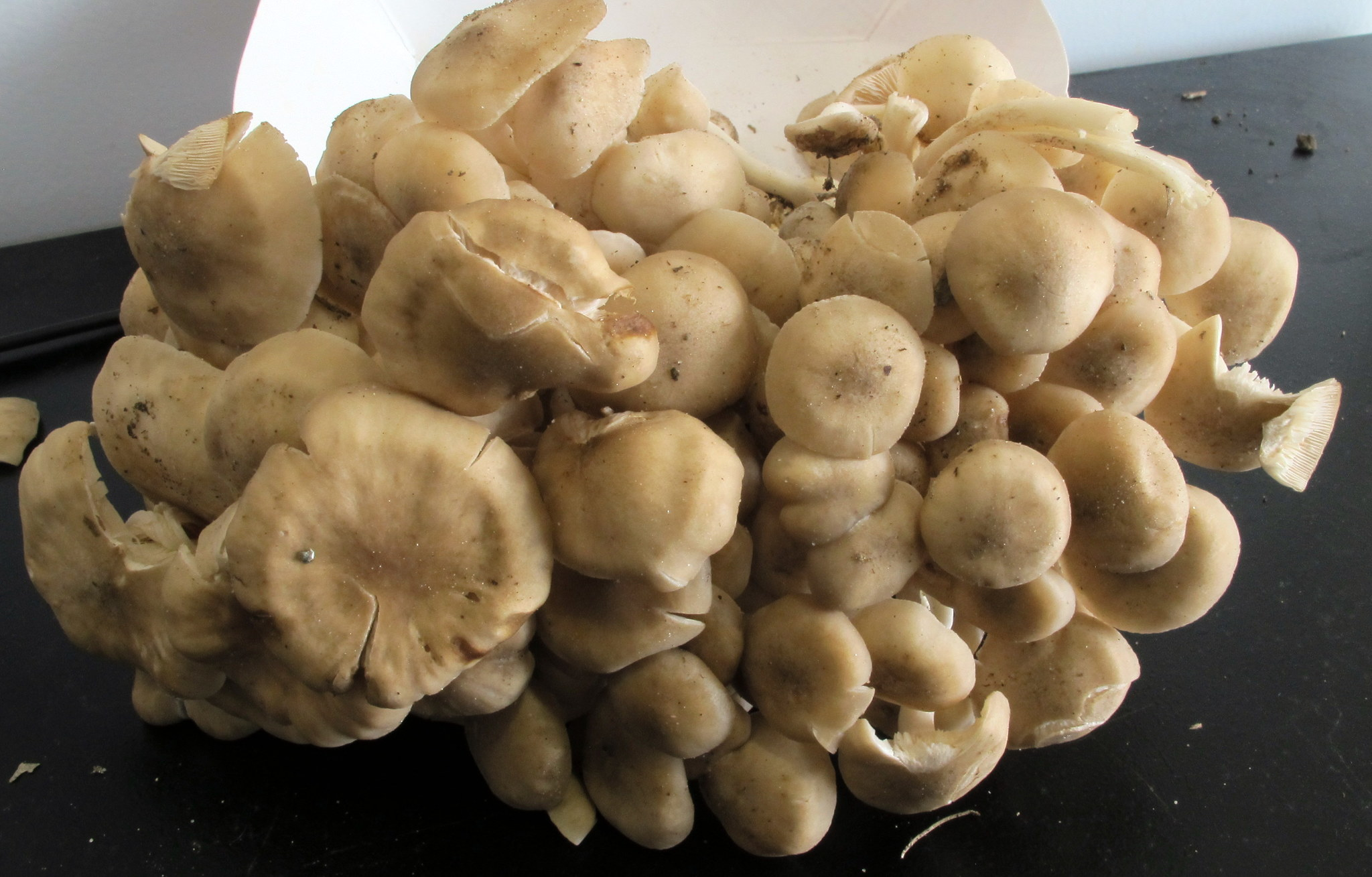

Clitocybula familia (Peck) Singer – gatunek grzybów z rzędu pieczarkowców (Agaricales).

## Systematyka i nazewnictwo
Pozycja w klasyfikacji według Index Fungorum: Clitocybe, Incertae sedis, Agaricales, Agaricomycetidae, Agaricomycetes, Agaricomycotina, Basidiomycota, Fungi.
Po raz pierwszy opisał go w 1872 r. Charles Horton Peck, nadając mu nazwę Agaricus familia. Obecną nazwę nadał mu Rolf Singer w 1961 r. Pozostałe synonimy:
- Baeospora familia Singer 1938
- Clitocybula familia (Peck) Singer 1954
- Clitocybula familia var. compressa (Romagn.) H.E. Bigelow 1973
- Collybia familia (Peck) Sacc. 1887
- Collybia familia var. compressa Romagn. 1968
- Gymnopus familia (Peck) Murrill 1916

## Morfologia
Kapelusz
Średnica 1–2,5 cm, półkulisty do wypukłego z brzegiem wąsko podgiętym, czasami nieznacznie przekraczającym blaszki, wodnisty, sporadycznie szeroko płatkowaty lub słabo rowkowany, ale nie przejrzysty, czasami na środku z niewielkim garbkiem. Powierzchnia wilgotna, naga, pod lupą delikatnie omszona, biaława lub lekko dymna, w stanie wilgotnym z promienistymi prążkami, ale bez zmiany koloru.
Blaszki
Zbiegające na trzon, lub prawie wolne, wąskie (do 4 mm), zwężające się w pobliżu brzegu kapelusza, gęste lub średnio gęste, białe. Ostrza pod lupą postrzępione.
Trzon
Wysokość 6–7,5 cm, grubość 4 mm, czasami spłaszczony i żłobkowany, łatwo rozszczepiający się wzdłużnie, pusty (wewnątrz kory z białymi włókienkami). Powierzchnia biało owłosiona, podstawa filcowato-szczeciniasta, brudna i czasami dość szara, wierzchołek i środkowa część biała.
Miąższ
Bez wyraźnego zapachu i smaku.
Cechy mikroskopowe
Podstawki 15–30 × 4,5–5 µm, 4-zarodnikowe. Zarodniki 3,5–4(–5) µm, kuliste, gładkie, amyloidalne. Cystyd na blaszkach brak. W skórce kapelusza cylindryczne, wrzecionowate lub maczugowate dermatocystydy 22,5–80 × 7,5–15 µm i wąskie, cylindryczne strzępki o średnicy 2–5,5 µm, cienkościenne lub lekko pogrubione, w KOH z zawartością szklistą lub lekko żółtawą do brązowawej. Strzępki w miąższu cylindryczne do nieco rozdętych, 3–27 µm średnicy, cienkościenne lub pogrubione. Trama w blaszkach szeroka, o strzępkach prawie równoległych lub równoległych, cylindrycznych lub rozdętych, o średnicy 2,5–22,5 µm. Występują sprzążki. Kaulocystydy w pęczkach, prawie cylindryczne, maczugowate lub prawie bulwiaste, 18–60 × 5–12(–20) µm, w KOH bezbarwne, cienkościenne lub lekko pogrubione.
Gatunki podobne
Clitocybula familia od innych europejskich lejkóweczek odróżnia się tworzeniem większych i gęstszych skupisk, posiadaniem bardziej lub mniej rozwiniętej grzybni u podstawy trzonu, zwykle nie jest centralnie zagłębiona (lub tylko czasami stare okazy), gładkim lub czasami bardzo lekko włóknistym trzonem (nigdy nie jest wyraźnie promieniście włóknisty) i mniejszymi zarodnikami.

## Występowanie i siedlisko
Znane jest występowanie Clitocybula familia w Ameryce Północnej i Europie. Najwięcej stanowisk podano w Ameryce Północnej. Brak go w opracowanej przez Władysława Wojewodę w 2003 r. „Krytycznej liście wielkoowocnikowych grzybów podstawkowych Polski”, ale jego stanowiska w 2018 r. podali B. Gierczyk i inni.
Grzyb saprotroficzny nadrzewny. Owocniki w wiązkach na kłodach i pniakach od sierpnia do września, rzadko w październiku. W Czechach i na Słowacji występuje głównie na obumarłych pniach jodły pospolitej, rzadko świerka pospolitego.